# Herman Schwarzmann
Pour les articles homonymes, voir Schwarzmann.
Herman J. Schwarzmann (1846 à Munich - 1891 à New York), également orthographié Hermann J. Schwarzmann, est un architecte américain né en Allemagne qui pratique à Philadelphie et à New York.

## Biographie
Herman Schwarzmann sort diplômé de l'Académie militaire royale de Munich. Il est officier un certain temps dans l'armée bavaroise avant d'émigrer aux États-Unis en 1868.
L'année suivante, il commence à travailler pour la Commission du parc Fairmount. En 1873, il travaille sur l'aménagement paysager des terrains du zoo de Philadelphie. Il est l'architecte en chef de l'Exposition du centenaire de 1876, de la conception du Memorial Hall, le pavillon de l'horticulture et d'autres bâtiments.
À partir de 1876, Schwarzmann tente, sans succès, de faire carrière comme architecte dans la pratique privée à Philadelphie. Il déménage par la suite à New York où le succès est au rendez-vous. Il y travaille jusqu'à sa retraite en 1888. Il a notamment conçu l'édifice du New York Mercantile Exchange en 1882.